# James Parkinson
James Parkinson (11. duben 1755, Londýn – 21. prosinec 1824, Londýn) byl anglický chirurg, lékárník, geolog, paleontolog a politický aktivista. Nejvíce proslul svým spisem An Essay on the Shaking Palsy z roku 1817, kde jako první popsal chorobu paralysis agitans či „třaslavá obrna“, kterou o 60 let později Jean-Martin Charcot nazval Parkinsonova nemoc. V textu popsal Parkinson šest pacientů, z toho tři vlastní. Napsal též významné práce o dně a apendicitidě (1812).
V politické oblasti hájil práva nižších vrstev, volal po všeobecném volebním právu a sympatizoval s Francouzskou revolucí. Byl členem několika tajných radikálních organizací, například London Corresponding Society.
Byl rovněž průkopníkem geologie a paleontologie (zejm. spis Organic Remains of a Former World, 1804) a sběratelem zkamenělin. Společně s Humphry Davym a dalšími v roce 1807 založil Geological Society of London.
Byl představitelem katastrofismu, jež tvrdí, že klíčovými formátujícími silami geologického a biologického vývoje byly velké kataklyzmatické pohromy. Zároveň Parkinson věřil, že tyto pohromy řídil Bůh a interpretoval v tomto smyslu bibli.

## Ocenění
Den jeho narozenin – 11. duben – je Světovým dnem Parkinsonovy choroby. Kromě toho nese jeho jméno několik vymřelých organismů: amoniti Parkinsonia parkinsoni, lilijice Apiocrinus parkinsoni, mlž Rostellaria parkinsoni, a palma Nipa parkinsoni.